# Roland Charmy
Roland Charmy   (9è districte de París, 12 de gener de 1908 - 1987) va ser un violinista i professor en el Conservatori Nacional de Música i Dansa de París.
Era el fill de l'escriptor homònim (1885-1959), el nom real del qual és Charles Touchet.
Va ser el professor de Patrick Bismuth. Es va casar el 1936 amb la famosa arpista Lily Laskine. Tots dos descansen, així com el pare de Roland Charmy, al cementiri parisenc de Saint-Ouen.